# ヴィクトル・コセンコ
ヴィクトル・ステパノヴィチ・コセンコ（ウクライナ語: Віктор Степанович Косенко, ラテン文字転写: Viktor Stepanovich Kosenko, 1896年11月23日 - 1938年10月3日）は、ウクライナの作曲家、ピアニスト、教育者。彼はチャイコフスキー、ラフマニノフ、スクリャービンそして自らの盟友のミコラ・リセンコのような抒情的作風の巨匠として知られる。同時代の非常に有名な器楽作品の中にあって、彼の遺した歌曲、室内楽曲、管弦楽曲、小品は夢想的な音楽に溢れ、またスラヴ的な語法に彩られている。

## 生涯
コセンコはサンクトペテルブルクの大家族に生まれた。父はステパン・コセンコ（Stepan-）という軍の将校であった。1898年に一家はワルシャワへと移り住んでいる。コセンコに最初の音楽教育を施したのは母であり、彼は6歳の時には、耳から覚えたベートーヴェンの「ピアノソナタ第8番 悲愴」を演奏できるようになっていた。ワルシャワ音楽院に入学したコセンコは、専門家の指導の下でさらに才能を開花させた。1915年にサンクトペテルブルク音楽院のピアノの上級クラスに入学した彼は、リムスキー＝コルサコフ門下のミハイル・ソコロフスキーと、彼のピアノの指導者だったイリーナ・ミクラシェフスカ（Iryna Miklashevskaya）に作曲と音楽理論を師事した。1918年に音楽院を卒業した彼は、ジトーミルの音楽学校で教職に就いたが、この学校は後の1938年に校名に彼の名を冠している。その後、彼はジトーミル音楽学校の校長を務めた。
コセンコと弟子の音楽家たちは1921年に「レオントヴィチ音楽協会、ジトーミル支部」を設立したが、これは首都サンクトペテルブルクの他の芸術サークルにも決して劣ることのないものであった。彼はリサイタルではヴィルトゥオーゾピアニストとして活躍し、ヴァイオリニストのVolodymyr Skorokhod、チェリストのVasyly Kolomyitsevと共に結成したピアノトリオでは、1923年から1929年にかけてウクライナ中で250回以上の無料コンサートを開いた。1922年9月のジトーミルで、彼は作曲家としてのデビュー演奏会を自作の歌曲によって飾り、2年後には既にモスクワでの現代音楽協会の公演に招かれて出席していた。
1927年に、コセンコはウクライナ・プロレタリア音楽家協会に招かれてウクライナ社会主義ソビエト共和国の首都であったハルキウで演奏会を催した。同協会からは1928年と1929年にも招待を受けており、彼の演奏は毎回好評を博すとともに、聴衆は彼の作品に対する大いなる熱狂を持って再訪を迎えた。新たなスターリン体制と創作上相容れず1929年にキエフへと逃れたコセンコは、リセンコ音楽・演劇大学で室内楽奏者、音楽分析学者となり、最終的に1932年に音楽の教授となった。1934年から1937年にはキエフ音楽院で教鞭を執っている。
コセンコが人生の大半を過ごしたジトーミルでの生活は貧しいものだったが、彼はそれをほとんど気にかけていないようだった。当時のソ連政府からは他の家族と生計を分け合うことを強要され、また路上生活者を頻繁に招きいれては食物や金品を与えていた彼であったが、妻が執拗に行った要望のおかげでキエフでは3部屋のアパートが与えられ、彼らは皆そこに移り住むことが出来た。1938年夏に叙勲された彼であったが、同年10月3日には治療の甲斐もむなしく腎臓癌により永眠した。長年暮らした不衛生な生活環境が病の遠因となったことは明らかであった。彼はキエフのBaikove墓地に葬られた。彼の妻のアンジェリーナ・コセンコ（旧姓カネップ; Angelina Kanepp）は、彼の死後長い間彼の音楽を広める活動を続けた。コセンコは未完のオペラ「Marina」を遺しており、また彼の数多くの作品は今日ではウクライナのピアノ音楽の黄金時代とは不可分のものと考えられている。

## 作風
コセンコはキエフ音楽院での教授時代や、交響的「モルドヴァの詩 Moldovan poem」（彼の生前には演奏されなかった）を作曲している時には、既にモルドヴァの民謡の収集、研究に深く興味を抱いていた。彼のピアノ音楽は後期ロマン派と自国の国民楽派の要素を折衷したものである。作品の中に特定の民謡が引用されていると直接指摘されてはないものの、コセンコはウクライナ民謡と関連付けられる旋律と和声、ドリア旋法、リディア旋法、フリギア旋法を使用した。これらの要素の一部は、3度、6度、10度の重音、「空虚」5度やペダルポイントの使用と関連している。

## 主要作品
管弦楽曲
- 英雄的序曲 Героїчна увертюра 1932年
- モラヴィアの詩 Молдавська поема 1937年

協奏曲
- ヴァイオリン協奏曲 1919年
- ピアノ協奏曲 1928年

室内楽曲
- チェロソナタ 1923年
- ヴァイオリンソナタ 1927年
- 古典的三重奏曲 Classical Trio 1927年
- ビオラソナタ 1928年

ピアノ曲
- スケルツィーノ Scherzino
- トッカティーナ Toccatina
- 3つのマズルカ Op.3
- 3つの練習曲 ホ長調 Op.8
- コンソレーション Op.9
- ファンタジック・ポエム Fantastic Poem Op.11
- 2つの伝説 Two Poem Legends Op.12 1921年
- ピアノソナタ第1番 変ロ短調 Op.13 1922年
- ピアノソナタ第2番 嬰ハ短調 Op.14 1924年
- ピアノソナタ第3番 ヘ短調 Op.15 1926年–1929年
- 古風な舞踏の形式による11の練習曲 Op.19 1922年–1923年
- 2つの演奏会用ワルツ Op.22 1931年
- 24の子どもの小品24 дитячі п'єси 1936年

声楽曲
- Mne grustno
- 雨粒 Капли дождя

映画音楽
- Last Port (Останній порт) (1934)

## 主要録音
- Piano Music Vol.1 Eleven Etudes in the Form of Old Dances, Op. 19 Natalya Shkoda - Toccata Classics
- Viktor Kosenko: Piano Music Vol 2, The Complete Piano Sonatas / Natalya Shkoda - Centaur Records